# 비슈누굽타
비슈누굽타(굽타 문자 :, 산스크리트어: विष्णुगुप्त)는 굽타 제국의 황제들 중 한 명이다. 그는 일반적으로 굽타 제국의 마지막 황제로 여겨진다. 그의 치세는 540년부터 550년까지 10년 동안 지속되었다. 1927-28년의 발굴 동안 날란다에서 발견된 그의 점토 인장 파편에서 그가 쿠마라굽타 3세의 아들이자 나라심하굽타의 손자였다는 것이 밝혀졌다.
그에 대한 마지막 기록(다모다르푸르 동판 비문)은 서기 542/543년에 코티바르샤(서벵골주의 방가르) 지역에 토지를 하사한 것이다. 이는 532년경 아울리카라족의 통치자 야쇼다르만이 인도 북부와 중부 대부분을 점령한 이후의 일이다.
날란다 인장에 따르면, 비슈누굽타는 쿠마라굽타 3세의 아들이자 푸루굽타의 손자이다.

## 갤러리

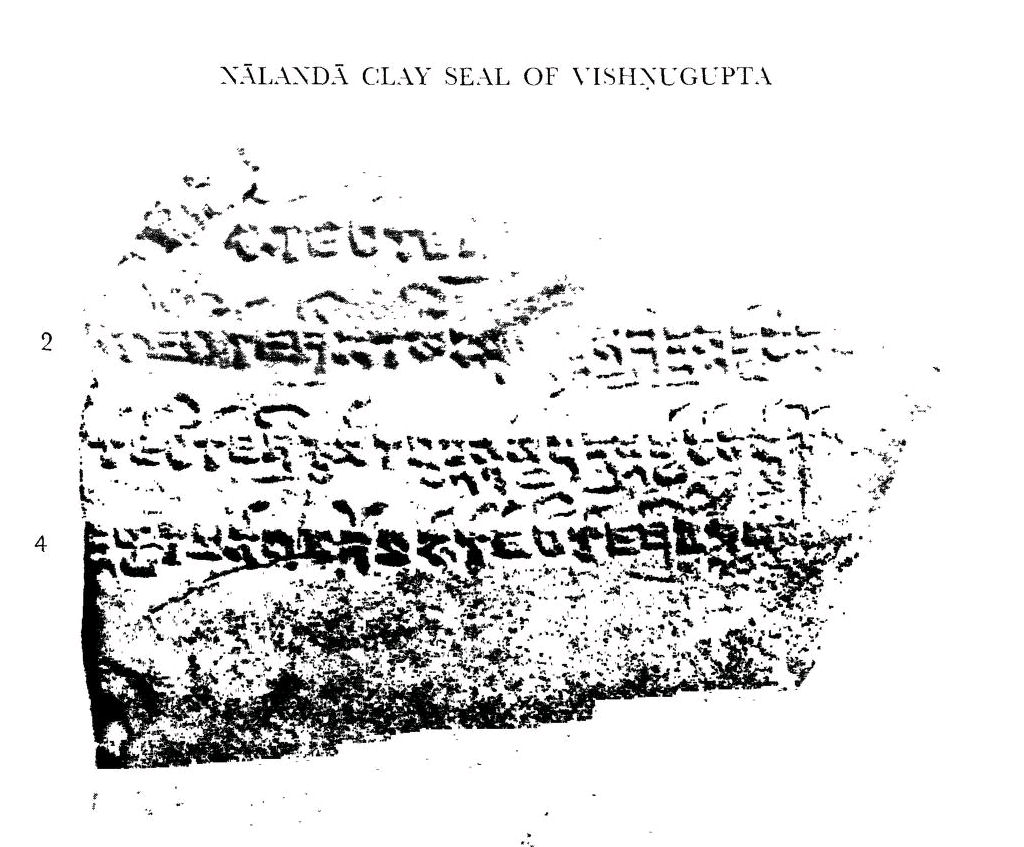
비슈누굽타의 날란다 점토 인장. 비슈누굽타는 쿠마라굽타 3세의 아들이자 푸루굽타의 손자라고 기록되어 있다.
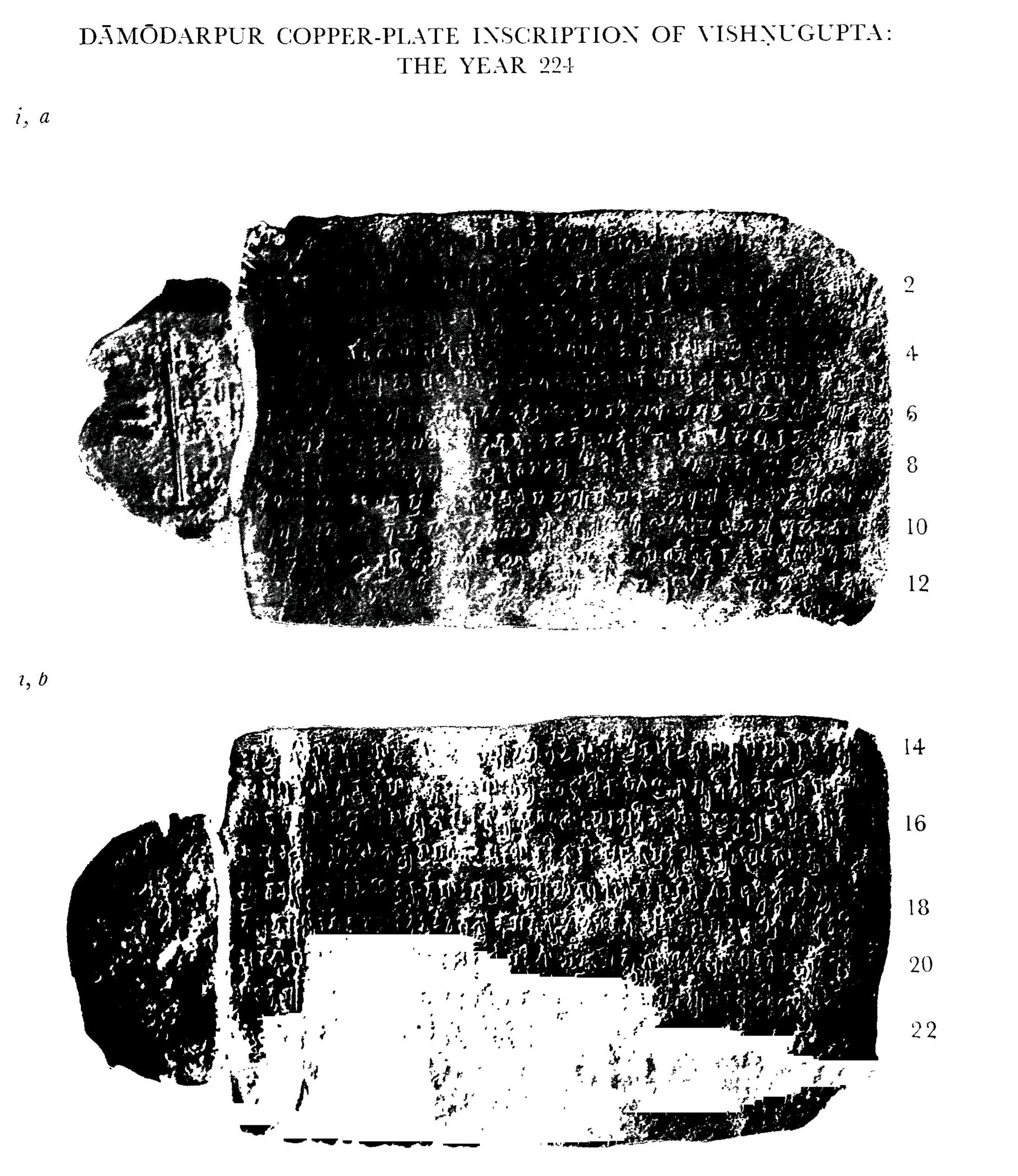
서기 542-543년경 비슈누굽타의 다모다르푸르 동판 비문.

## 같이 보기
- 마가다
- 후굽타 왕조